# 松江镇 (眉山市)
松江镇，是中华人民共和国四川省眉山市东坡区下辖的一个乡镇级行政单位。

## 行政区划
松江镇下辖以下地区：
松江社区、张坎正街社区、张坎新街社区、五里山社区、眉青村、新民村、鲜滩村、龙堰村、光荣村、登云村、中坝村、茶店村、山坝村、丁塘村、五里村、王桥村和石洋村。